# Lennie Kristensen
Lennie Lange Kristensen (Silkeborg, 16 maggio 1968) è un ex ciclista su strada e mountain biker danese, campione europeo di cross country nel 1997 e professionista dal 1999 al 2003.

## Carriera
Nel 1997 fu capace di vincere il titolo europeo di cross country nell'edizione corsa nella natia Silkeborg, davanti all'italiano Luca Bramati ed allo svizzero Beat Wabel. Nella stessa specialità fu campione nazionale fra i dilettanti (mentre fra gli élite fu secondo nel 1997 e terzo nel 1994 e 1996) e rappresentò il proprio paese alle Olimpiadi di Atlanta 1996, concludendo la prova al settimo posto.
Su strada fu professionista dal 1999 al 2003, correndo soprattutto in gare di seconda fascia del calendario europeo. Concluse al quinto al Post Danmark Rundt ed all'ottavo il Tour de Luxembourg nel 2000, quarto alla Parigi-Camembert ed all'Österreich-Rundfahrt nel 2002. Nel 2003, ultimo anno di attività, passò nelle file del Team CSC, una delle più forti formazioni dell'epoca, con la quale partecipò ad alcune delle più importanti classiche del ciclismo; prese inoltre parte al Tour Down Under, in Australia, chiudendo al secondo posto la classifica generale dietro lo spagnolo Mikel Astarloza.

## Palmarès

### Strada
- 1999 (Team Fakta, una vittoria)

Prologo Tour de Langkawi (Langkawi > Langkawi, cronometro)
- 2000 (Team Fakta, una vittoria)

4ª tappa Tour de Normandie (Flers > Saint-Hilaire-du-Harcouët)

#### Altri successi
- 1999 (Team Fakta)

Criterium di Charlottenlund
Criterium di Tønder
- 2000 (Team Fakta)

Criterium di Hadsten

### MTB
- 1992 (Dilettanti)

Campionati danesi, Cross country
- 1997

Campionati europei, Cross country

## Piazzamenti

### Classiche monumento
- Milano-Sanremo

2003: 88º

### Competizioni mondiali
- Giochi olimpici

Atlanta 1996 - Cross country: 7º